# 4437 Yaroshenko
4437 Yaroshenko eller 1983 GA2 är en asteroid i huvudbältet som upptäcktes den 10 april 1983 av den ryska astronomen Ljudmila Tjernych vid Krims astrofysiska observatorium på Krim. Den är uppkallad efter Nikolai A. Yaroshenko.
Asteroiden har en diameter på ungefär 4 kilometer.